# Paralimnophila (Paralimnophila) perreducta
Paralimnophila (Paralimnophila) perreducta is een tweevleugelige uit de familie steltmuggen (Limoniidae). De soort komt voor in het Neotropisch gebied.